# Saint-Maden
Saint-Maden är en kommun i departementet Côtes-d'Armor i regionen Bretagne i nordvästra Frankrike. Kommunen ligger i kantonen Caulnes som tillhör arrondissementet Dinan. År 2022 hade Saint-Maden 220 invånare.

## Befolkningsutveckling
Antalet invånare i kommunen Saint-Maden
Referens:INSEE